# Ludwig von Bertalanffy
Ludwig von Bertalanffy (Vienna, 19 settembre 1901 – New York, 12 giugno 1972) è stato un biologo austriaco, noto soprattutto per aver dato il via alla teoria generale dei sistemi.

## Biografia
Dopo gli studi universitari a Innsbruck e Vienna in storia, biologia e filosofia, conseguì un dottorato nel 1926, e dopo una breve parentesi negli Stati Uniti, iniziò la sua carriera universitaria, dirigendo – dal 1938 – l'Istituto di Biologia dell'Università di Vienna, dove ben presto aderì a un gruppo di scienziati e filosofi noto a livello internazionale come Circolo di Vienna. Trasferitosi in Canada, divenne – dal 1949 – direttore del Dipartimento di Biologia dell'Università di Ottawa. Dal 1954 al 1959 lavorò pure al Mount Sinai Hospital di Los Angeles come direttore di ricerca, quindi insegnò biologia teorica all'Università dell'Alberta a Edmonton fino al 1969, quando passò all'Università di Buffalo, nello stato di New York, dove rimase fino alla morte. Fu visiting professor presso l'Università della California e la Menninger Foundation nel Kansas, nonché uno dei fondatori del Center for Advanced Studies in Theoretical Psychology dell'Università di Alberta. Per i suoi notevoli contributi nel campo delle scienze psicologiche, nel 1967 fu eletto socio onorario dell'American Psychiatric Association.
Come biologo, diede importanti contributi alla fisiologia cellulare e alla diagnostica del cancro. Tuttavia, egli è noto soprattutto per aver introdotto, negli anni sessanta, un nuovo approccio di studio e una innovativa metodologia di ricerca in biologia nota come teoria dei sistemi, delineati in un primo libro del 1968, nella cui introduzione egli scrive:
Considerava infatti gli organismi viventi come sistemi in stato stazionario; le sue teorie, sebbene molto criticate, ebbero grande influenza. Tale approccio sistemico verrà poi esteso a quasi tutte le discipline che trattano di interazioni, quali le scienze naturali (soprattutto la biologia), quelle tecnologiche (soprattutto in ingegneria e informatica) e quelle sociali.

## Opere principali
- Theoretische Biologie, 2 voll., Gebruder Borntraeger, Berlin, 1932, 1942.
- Modern theories of development. An introduction to theoretical biology, Oxford University Press, London, 1933.
- Problems of life. An evaluation of modern biological and scientific thought, Harper & Broth, New York, 1960.
- Il sistema uomo: la psicologia nel mondo moderno, Istituto Librario Internazionale (ILI), Milano, 1967.
- General system theory. Foundations, development, applications, Penguin, London, 1968.
- Teoria generale dei sistemi. Fondamenti, sviluppo, applicazioni, ISEDI, Milano, 1971 (con successive edizioni e ristampe).